# Mas du Grand Galès
Le mas du Grand Galès est une bâtisse située à Montclus et faisant l’objet d’une inscription au titre des monuments historiques en 1990.

## Description
Il s'agit d'un domaine agricole dont l'accès se fait par une grande allée bordée d'arbres fruitiers.